# Arsenal Football Club Maseru
O Arsenal Football Club Maseru é um clube de futebol com sede em Maseru, Lesoto. A equipe compete na Lesotho Premier League.

## História
O clube foi tricampeão entre os anos 1989 e 1993.

## Títulos
Lesotho Premier League (3): 1989, 1991, 1993